# Gestreepte skink
De gestreepte skink (Plestiodon fasciatus) is een hagedis uit de familie skinken (Scincidae).
De skink komt voor in Noord-Amerika, in de Verenigde Staten en in Canada. In een groot deel van het zuidoosten van de Verenigde Staten is dit een van de bekendste soorten. De hagedis heeft een zeer groot verspreidingsgebied maar is in sommige delen van het areaal niet algemeen. Bedreigingen zijn aantasting van het milieu en ook het vangen van de hagedissen voor de dierenhandel heeft een negatieve invloed.
De gestreepte skink valt op door de lichtere strepentekening op een donkere basiskleur en met name door de blauwe staart, vooral de jongere exemplaren. Bij oudere exemplaren verdwijnt deze blauwe staartkleur meestal als ze volwassen worden, vooral bij de mannetjes.
De skink leeft in beboste vochtige gebieden en heeft zowel plaatsen nodig om te zonnen als om te schuilen. Op het menu staan insecten en andere kleine dieren. De gestreepte skink heeft verschillende vijanden zoals vogels, reptielen en zoogdieren. Een bijzonderheid is dat de vrouwtjes op verschillende manieren hun eieren beschermen.

## Naamgeving
Het eerste deel van de Nederlandstalige naam gestreepte skink slaat op de lichaamstekening, de kop en rug zijn duidelijk gestreept. Er zijn echter vele andere skinken die strepen hebben, onder andere enkele verwante en sterk gelijkende soorten. Het tweede deel van de naam, skink, slaat op de familie waartoe de hagedis behoort; de familie skinken.
In de Engelse taal wordt deze soort met vijfstreepskink aangeduid (five-lined skink), vanwege de vijf lichte lengtestrepen op een donkere achtergrond. Ook in andere talen worden dergelijke benamingen gebruikt, zoals het Franse scinque pentaligne.
De wetenschappelijke naam van de hagedis werd voor het eerst voorgesteld door Carl Linnaeus in 1758. Oorspronkelijk werd de naam Lacerta fasciata gebruikt, dus met een andere uitgang. Het geslacht Lacerta wordt tegenwoordig tot de echte hagedissen (Lacertidae) gerekend. De wetenschappelijke soortnaam fasciatus is afgeleid van het Latijnse woord 'fascia', dat 'gebandeerd' betekent.
Lange tijd behoorde de soort tot het geslacht Eumeces maar dit wordt beschouwd als verouderd. In veel literatuur wordt deze naam echter nog gebruikt.

## Verspreiding en habitat

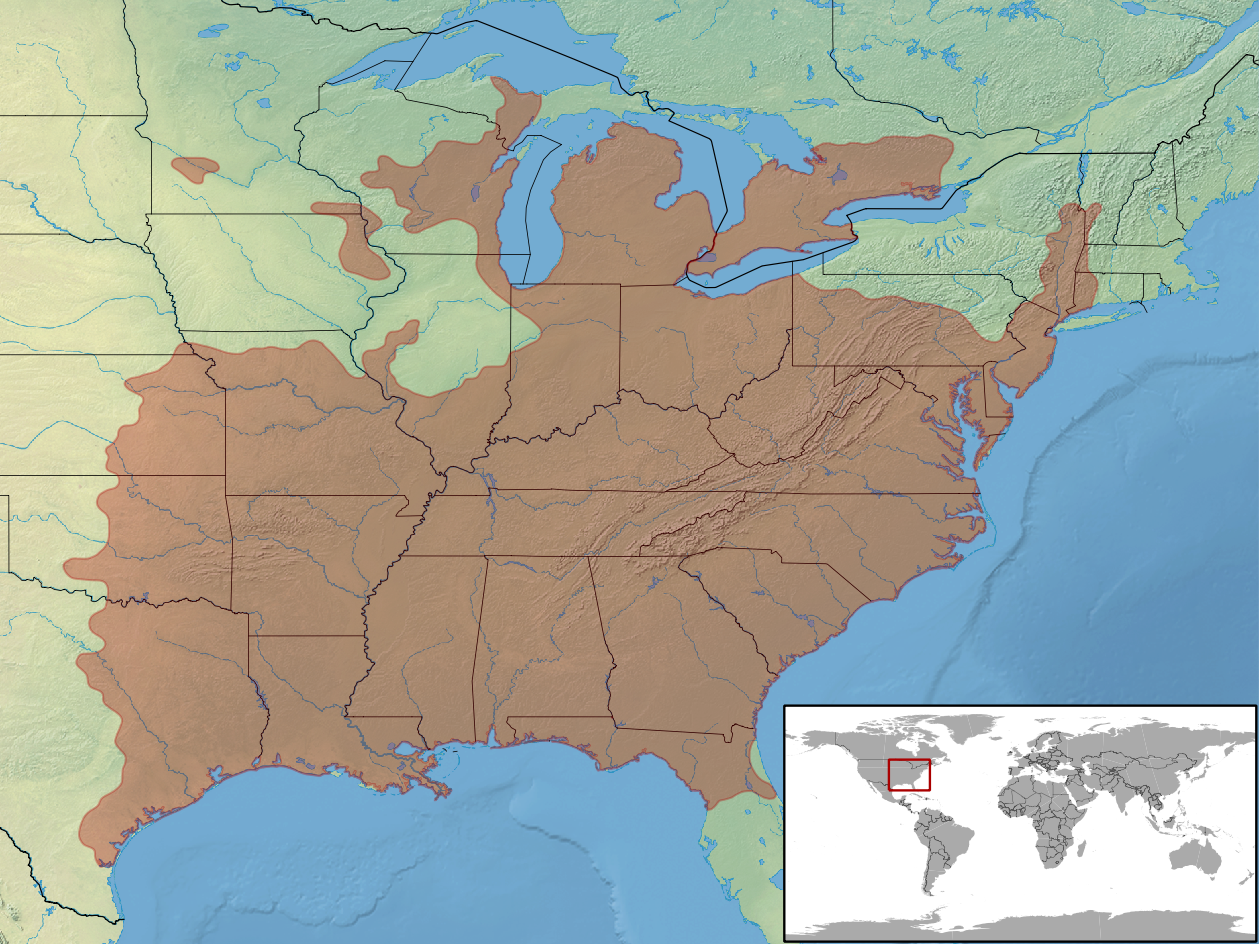
Verspreidingsgebied in oostelijk Noord-Amerika in het bruin.

De gestreepte skink komt voor in Noord-Amerika, in de Verenigde Staten en Canada. In Canada komt de soort alleen voor in het uiterste zuidoosten in een deel van de provincie Ontario. In de Verenigde Staten komt de skink voor in de staten Alabama, Arkansas, Connecticut, Delaware, Florida, Georgia, Illinois, Indiana, Kansas, Kentucky, Louisiana, Maryland, Michigan, Mississippi, Missouri, New Jersey, New York, North Carolina, Ohio, Oklahoma, Pennsylvania, South Carolina, Tennessee, Texas, Virginia, West Virginia en Wisconsin. Daarnaast komt de hagedis voor in de staat Iowa in een geïsoleerd deel in het noordoosten van de staat. Ook in Minnesota zijn populaties bekend.
In sommige staten komt de hagedis vrijwel overal voor, zoals in Mississippi en Virginia. In andere staten komt de skink alleen voor in een bepaald deel, zoals in Florida waar de hagedis alleen in het noorden voorkomt en in Texas is de soort alleen in het oostelijke deel te vinden.
De habitat bestaat uit vochtige delen van matig beboste gebieden, maar de bodem mag niet te vochtig zijn. Omdat de hagedis een zeer groot verspreidingsgebied heeft komt het dier voor in verschillende biotopen. Voorbeelden van geschikte leefomgevingen zijn bosranden met een lage begroeiing en een strooisellaag waar in geschuild en gejaagd kan worden. Dergelijke bossen hebben vaak hier en daar open plekken met boomstammen of grote stenen waar een zonnebad genomen kan worden. Licht begroeide bossen met veel omgevallen bomen en rottend hout hebben de voorkeur. Ook door de mens aangepaste gebieden zijn een geschikt leefgebied, zo worden muren gebruikt om zich op te warmen.
De skink is zoals de meeste Plestiodon- soorten overdag actief en meestal bodembewonend. Bij verstoring schiet de hagedis snel weg onder objecten. Soms worden ook wel bomen als vluchtplaats of als zonplaats uitgezocht. Van populaties in de Amerikaanse staat Texas is bekend dat de dieren juist meestal in vluchten. Om goed te kunnen jagen warmt de skink zich eerst op door een zonnebad te nemen. Hiervoor worden boomstammen, stenen en gebouwen gebruikt. Op het heetst van de dag echter schuilt de skink onder stenen en andere objecten. Het is ook een goede graver die holletjes graaft onder stenen. Ook 's nachts wordt onder stenen of in zelfgegraven holletjes gerust. In de winter houdt de hagedis een winterslaap in holletjes in de grond of onder grote stenen.

## Uiterlijke kenmerken
De gestreepte skink bereikt een totale lichaamslengte van 12,5 tot 21,5 centimeter, dus inclusief staart. De staart maakt het grootste deel van het lichaam uit en zonder staart is het lichaam tot 8,6 centimeter lang. De mannetjes worden gemiddeld iets groter dan de vrouwtjes. De lichaamskleur is zeer variabel en verschilt sterk van het geslacht en de leeftijd. Mannetjes zien er anders uit dan vrouwtjes en de juveniele dieren hebben felle kleuren die verdwijnen als ze volwassen worden.
De schubbenhuid is glad en glanzend, onder iedere schub is een klein kalkplaatje of osteoderm aanwezig wat het schubbenpantser meer stevigheid geeft. De kop is niet duidelijk van het lichaam afgesnoerd zoals bij andere hagedissen het geval is. De kop is wigvormig afgeplat, de ogen en gehooropeningen zijn duidelijk zichtbaar. De kop van het mannetje is duidelijk breder dan die van een vrouwtje. In de voortplantingstijd krijgt een mannetje bovendien een paarkleed bestaande uit een helderrode keel en wangen.
De skink heeft een relatief dun en langwerpig lichaam en een naar achteren toe slechts langzaam dunner wordende staart waardoor de hagedis een enigszins slangachtig voorkomen heeft. De poten zijn kort maar zijn in tegenstelling tot andere skinken krachtig en goed ontwikkeld, de gestreepte skink kan zeer snel rennen. De poten hebben steeds vijf tenen die ieder een klauwtje dragen.

### Lichaamskleur
De gestreepte skink kent zowel een sterke seksuele dimorfie als wel een seizoensvariatie en ook hebben de adulte dieren een andere lichaamskleur dan hun jongen, ook wel juvenielen genoemd.
De gestreepte skink heeft altijd vijf strepen op het lichaam, waarvan er een op het midden van de rug loopt, een op iedere bovenzijde van de flank en een op het midden van de flank. De streep op het midden van de rug splitst zich boven op de kop, zodat twee lijnen ontstaan die naar voren over het midden van de snuit lopen, iedere streep loopt over een neusgat. De buikzijde heeft een witgele tot witte kleur en ook een tekening ontbreekt.
Juveniele exemplaren vallen op door hun felblauwe staart, deze heeft een hemelsblauwe tot kobaltblauwe kleur. Omdat blauwe kleuren ongebruikelijk zijn in de natuur valt de staart goed op. Het lichaam en de kop zijn donkerbruin van kleur en het lichaam heeft vijf heldere lichtere tot witte strepen in de lengte. Sommige gelijkende skinken hebben hier vier strepen en zijn hieraan te onderscheiden. Bij de vrouwtjes vervagen de strepen langzaam omdat het lichaam lichter wordt en de strepen juist donkerder. De strepentekening blijft bij vrouwtjes echter goed zichtbaar. De staartkleur verandert van blauw naar grijsachtig, sommige exemplaren behouden een blauwgrijze kleur.
Bij de mannetjes vervaagt de strepentekening grotendeels als ze ouder worden. Ze krijgen een lichtbruin tot hazelbruin lichaam waarbij de strepen minder opvallen. De heel oude mannetjes zijn de strepen vrijwel geheel verdwenen. Deze mannetjes zijn uniformer van kleur en hebben ook een meer bruine staart dan de gestreepte vrouwtjes. De bovenzijde van de kop van de mannetjes is lichter van kleur en heeft geen strepentekening meer.

### Onderscheid met andere soorten

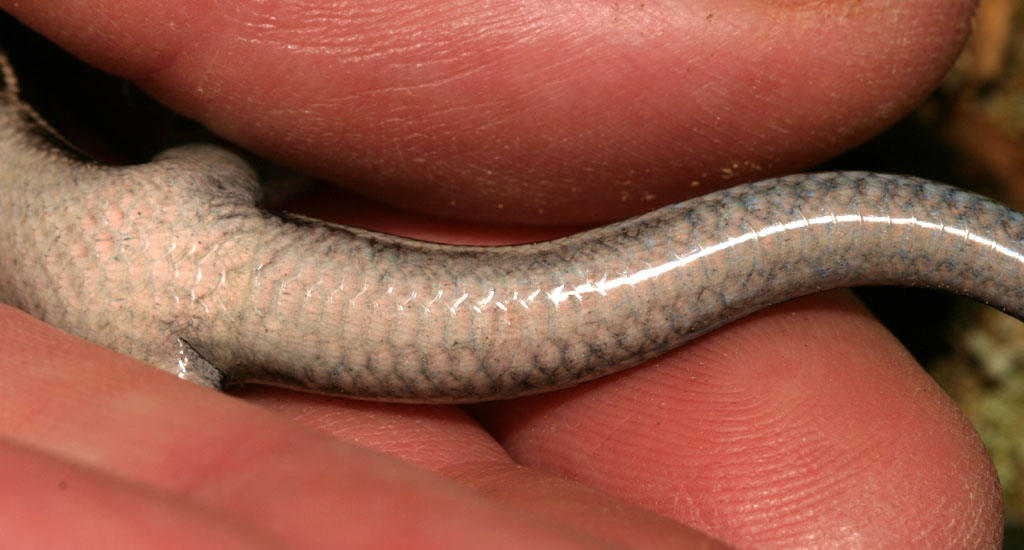
De schubben aan de middelste rij van de onderzijde van de staart zijn duidelijk vergroot.

Er zijn twee andere Plestiodon- soorten die op de gestreepte skink lijken; de breedkopskink (Plestiodon laticeps) en de soort Plestiodon inexpectatus. Deze twee soorten gelijken niet alleen maar hebben ook eenzelfde verspreidingsgebied waardoor ze gemakkelijk te verwarren zijn.
Van de soort Plestiodon inexpectatus is te onderscheiden doordat alle rijen schubben aan de onderzijde van de staart ongeveer gelijk van grootte zijn. Bij de gestreepte skink (maar ook de breedkopskink) zijn de schubben van de middelste rij aan de onderzijde van de staart duidelijk groter. Van de breedkopskink is de gestreepte skink te onderscheiden aan het aantal schubbenrijen in de lengte op het midden van het lichaam, dit zijn er bij de gestreepte skink 26 tot 30 en de breedkopskink heeft er 30 tot 32.
Het aantal labiaalschubben op de kop is vijf bij de breedkop- en vier bij de gestreepte skink. Deze laatste soort heeft twee vergrote schubben aan de zijkant van de kop die bij de breedkopskink ontbreken.

## Voedsel en vijanden

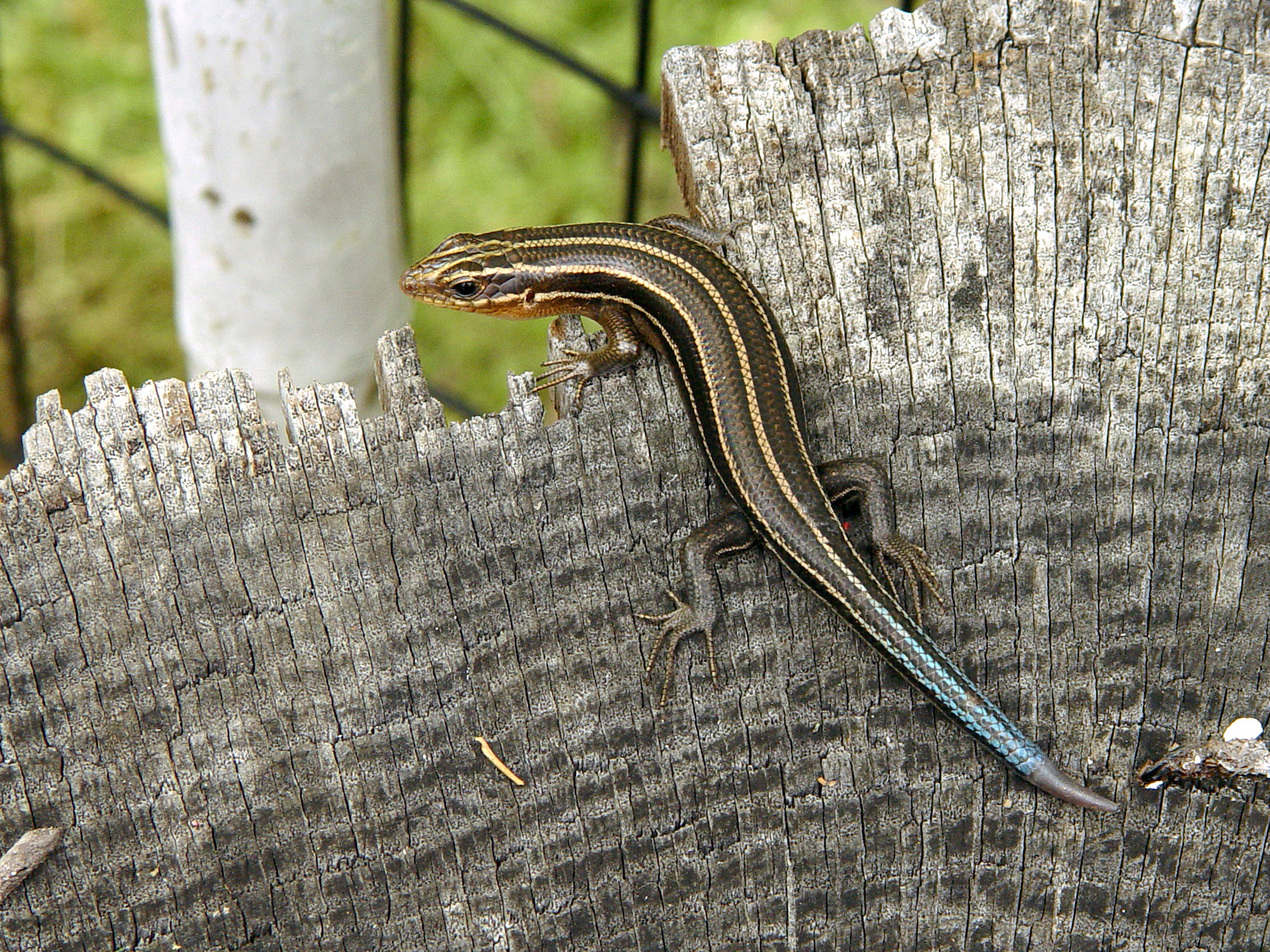
Een zonnebadend vrouwtje met afgeworpen en deels aangegroeide staart, exemplaar uit Memphis, Tennessee (VS).

Het voedsel bestaat hoofdzakelijk uit kleine ongewervelden, zoals insecten. Op het menu staan onder andere krekels, sprinkhanen, rupsen en kevers en ook andere ongewervelden zoals spinnen, miljoenpoten, regenwormen, slakken en kleine kreeftachtigen worden gegeten. Ook kleine gewervelde dieren worden soms buitgemaakt, zoals nestjonge zoogdieren en kleine hagedissen.
De gestreepte skink jaagt met name als de ideale temperatuur is bereikt. Deze ligt bij de skink tussen de 28 en 32 graden Celsius. Omdat de hagedis veel schadelijke insecten opruimt wordt het dier als een nuttige soort beschouwd en is een graag geziene gast in tuinen. De prooi wordt eerst tussen de kaken verpletterd voordat deze wordt doorgeslikt.
Belangrijke vijanden zijn roofvogels en zoogdieren, voorbeelden van vogels die de hagedis belagen zijn uilen en kraaien. Met name zoogdieren hebben de gestreepte skink op het menu staan, zoals verwilderde katten, mollen, opossums, spitsmuizen, stinkdieren, vossen en wasberen. Ten slotte zijn er ook slangen die jagen op hagedissen zoals deze soort.
Bij verstoring rent de skink snel naar zijn schuilplaats. Als de hagedis wordt opgepakt zal het dier proberen te bijten. Bij de mens kan de beet duidelijk gevoeld worden, vooral van de grotere mannetjes. Vroeger werd wel gedacht dat de dieren een giftige steek konden toebrengen met de blauwe staart. De skinken werden zelfs met 'schorpioenen' aangeduid. Dit is echter een volksmythe; de dieren zijn geheel ongevaarlijk en kunnen niet steken.
De staart beslaat meestal twee derde van de totale lichaamslengte en valt daardoor goed op. De gestreepte skink vertoont caudale autotomie, wat betekent dat het dier zijn staart kan afwerpen bij gevaar. Een afgeworpen staart blijft kronkelen en valt op door de felle kleuren. Een vijand concentreert zich meestal op de staart terwijl de hagedis kan ontsnappen. De staart groeit opnieuw aan maar wordt nooit meer zo lang als het originele exemplaar.

## Voortplanting en ontwikkeling

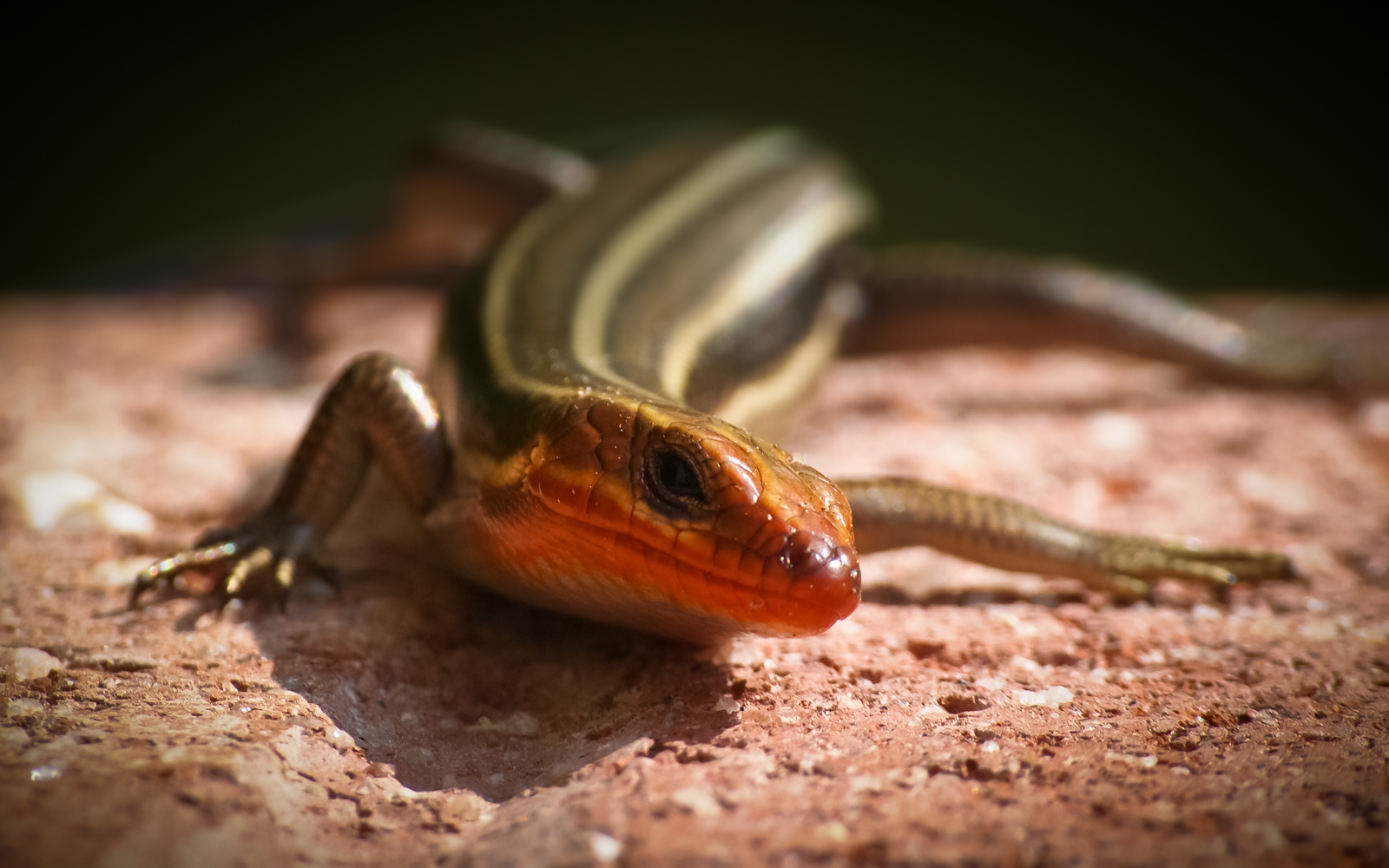
Mannetjes krijgen een deels rode kop in de voortplantingstijd.

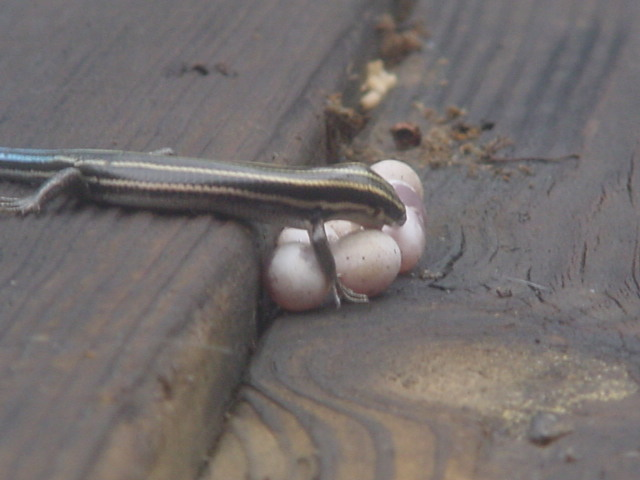
Een vrouwelijke skink houdt haar eieren bij elkaar.

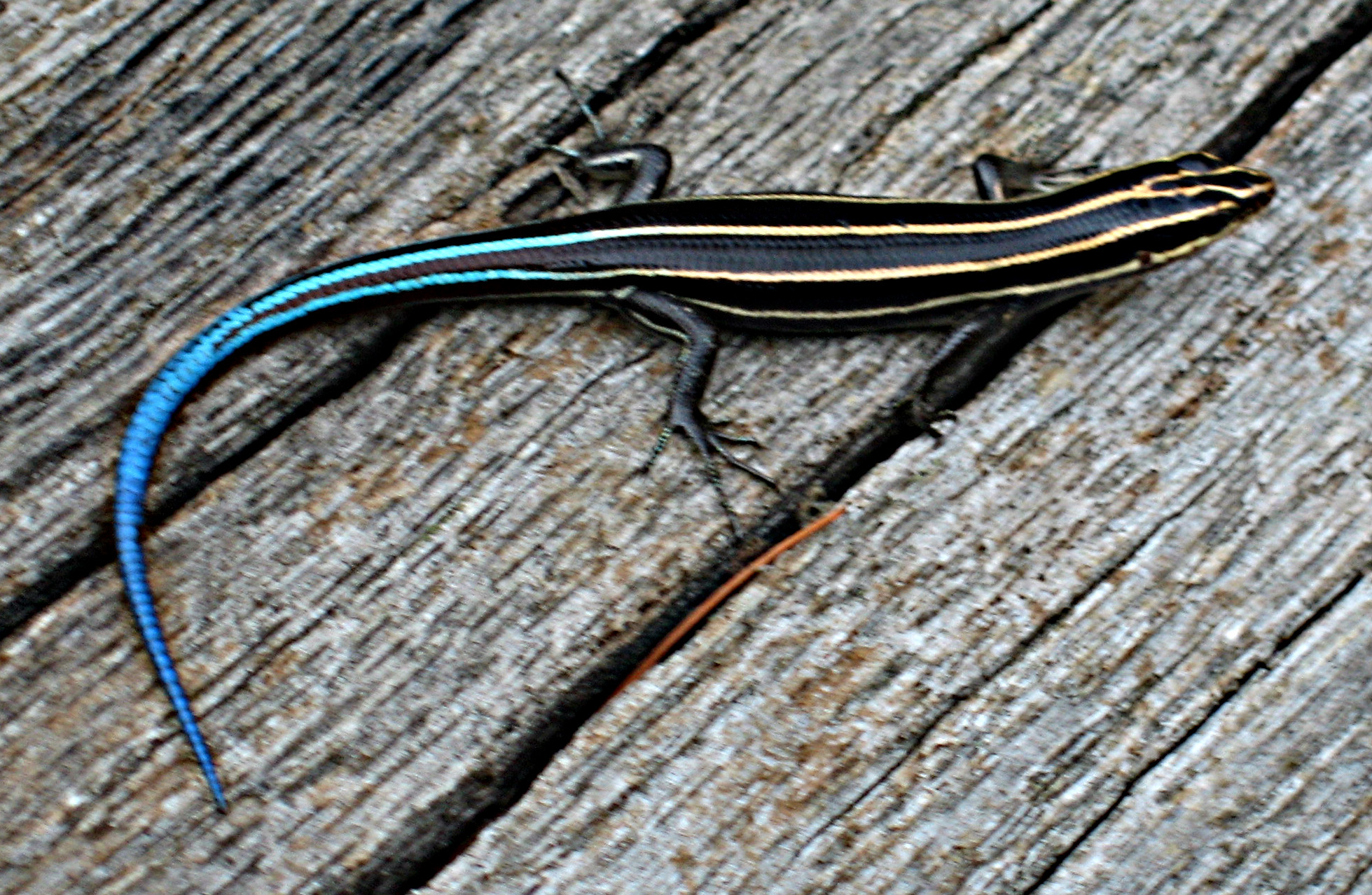
Een juveniel uit Shenandoah National Park, Virginia.

In de lente vindt de paring plaats, de voortplantingstijd van deze soort loopt van halverwege mei tot eind juni. De kop van het mannetje kleurt dan deels oranjerood en andere mannetjes worden gedurende deze tijd fel bestreden. Ook andere kleine hagedissen die tot andere soorten behoren worden weggejaagd. Een uitzondering vormen echter hagedissen met een blauwe staart, zoals de eigen juvenielen. Hierdoor kunnen de juvenielen veilig naar voedsel zoeken in de buurt van de mannetjes zonder aangevallen te worden. Volwassen soortgenoten van dezelfde sekse worden opgespoord door geurdeeltjes op de bodem en ook wordt de blauwe staart herkend.
Bij de paring grijpt het mannetje het vrouwtje in haar nek om zich te ankeren zoals bij andere hagedissen voorkomt. Tijdens de paring brengt het mannetje een deel van zijn hemipenis in waarna de bevruchting plaatsvindt. De eigenlijke paring duurt bij deze soort meestal vier tot acht minuten.

### Ei
Aan het einde van de lente produceert het vrouwtje 4 tot 15 eitjes die meestal onder rottend hout zoals omgevallen boomstammen worden afgezet. Vaak wordt een kuiltje gegraven in vochtig zand waarin de eieren worden gedeponeerd. In drogere gebieden worden diepere kuiltjes gegraven om de eieren te bergen dan in vochtigere streken. De vochtigheidsgraad van de omgeving van de eieren is zeer belangrijk omdat ze kunnen beschimmelen als het te nat is en kunnen uitdrogen als het te droog wordt. In beide gevallen komen de eieren niet uit en sterven de embryo's.
Het ei van de gestreepte skink heeft een dunne, perkamentachtige schaal en het ei raakt hierdoor gemakkelijk beschadigd. Het ei is rond tot ovaal van vorm en is gemiddeld 1,3 centimeter in doorsnede. In de eierschaal zijn vele poriën aanwezig die zuurstof en water doorlaten. Als het ei vochtig is zwelt het op en als het water verliest wordt het kleiner. Aanvankelijk, vlak na de afzet in het nest, is het ei wit van kleur maar later krijgt het ei onregelmatige vlekken die afkomstig zijn van het substraat van het nest waarin het is afgezet.

### Broedzorg
De vrouwtjes vertonen een complexe vorm van broedzorg, ze bewaken de eieren tot deze uitgekomen. Ze ligt hierbij naast of op de eieren, als ze vochtig genoeg zijn. Als de grond droger wordt wikkelt het moederdier haar lichaam om de eieren om het vochtverlies te beperken. Het vrouwtje zal ook over haar eigen eieren urineren als het nest te droog wordt. Het moederdier verwarmt zich zelfs buiten het nest op in de zon om vervolgens naar het nest terug te keren. Hier wikkelt ze haar lichaam rond de eieren om zo de door de zon opgenomen lichaamswarmte weer af te geven aan de zich ontwikkelende embryo's. Als het nest dreigt te overstromen kan een vrouwtje de eieren verplaatsen naar een drogere locatie. Hierbij worden de eieren een voor een voorzichtig in de bek genomen en verplaatst. De eieren worden in een groepje geplaatst en een ei dat verplaatst is wordt met behulp van kopbewegingen en de snuitpunt bij de andere eieren gebracht.
 Een ei dat een niet-levensvatbaar embryo bevat en begint te rotten wordt door het vrouwtje opgegeten, zodat voorkomen wordt dat het gehele nest besmet raakt.
Het vrouwtje maakt meestal een nest voor haar eigen eieren maar soms komen nesten voor waarin meerdere hun vrouwtjes hun eieren afzetten. Een vrouwtje met een eigen nest leeft gedurende het beschermen van de eieren alleen van toevallig passerende prooidieren en gaat niet actief op jacht. Als een mogelijke vijand het nest betreedt bijt het vrouwtje fel van zich af om het kroost te beschermen. Van de gestreepte skink is bekend dat de vrouwtjes een communaal nest maken. Dit wil zeggen dat meerdere vrouwtjes hun eieren in hetzelfde nest afzetten. In een communaal nest kunnen sommige vrouwtjes de eieren bewaken en vochtig houden, terwijl andere naar voedsel zoeken en dit wisselt zich steeds af.

### Juveniel
De eieren komen afhankelijk van de omgevingstemperatuur uit na 24 tot 55 dagen, bij een hogere temperatuur komen ze eerder uit het ei. Nadat de juvenielen uit het ei zijn gekropen verdwijnt het beschermende gedrag van de moeder na enige dagen en gaat ze haar eigen weg. De juvenielen zijn inclusief staart ongeveer 5 tot 6,5 centimeter lang als ze uit het ei kruipen. Ze hebben een felblauwe staart maar lijken wat betreft lichaamsvorm al sterk op de ouderdieren. Ze leven wel van kleinere prooidiertjes dan de volwassen exemplaren.
Na twee tot drie jaar zijn de juvenielen geslachtsrijp, ze kunnen zich dan voortplanten. De gestreepte skink heeft een levensverwachting van vijf tot zes jaar.

## Bedreiging en bescherming
De gestreepte skink is algemeen in grote delen van het verspreidingsgebied en wordt beschouwd als niet bedreigd. Het totale aantal exemplaren wordt geschat op honderdduizend tot miljoenen en de hagedis wordt ook door de internationale natuurbeschermingsorganisatie IUCN beschouwd als niet bedreigd.
In een aantal staten van Amerika komt de hagedis niet overal algemeen voor en wordt door wetgeving beschermd. In sommige staten komt de hagedis op slechts enkele geïsoleerde gebieden voor en kan de soort door relatief kleinschalige veranderingen plaatselijk worden uitgeroeid.
Menselijke activiteiten kunnen leiden tot aantasting van de natuurlijke habitat, zoals het kappen van bossen aan de kust om hotels te bouwen of stranden te verbreden. Andere algemene bedreigingen zijn het vangen van de skink voor de handel in exotische dieren en daarnaast sterven jaarlijks veel dieren door het verkeer bij het oversteken van wegen. De bedreiging van populaties van de skink kunnen verschillen per staat. In Minnesota bijvoorbeeld heeft de mijnbouw van gesteenten een negatieve invloed op het milieu van de skink.

## Taxonomie en indeling

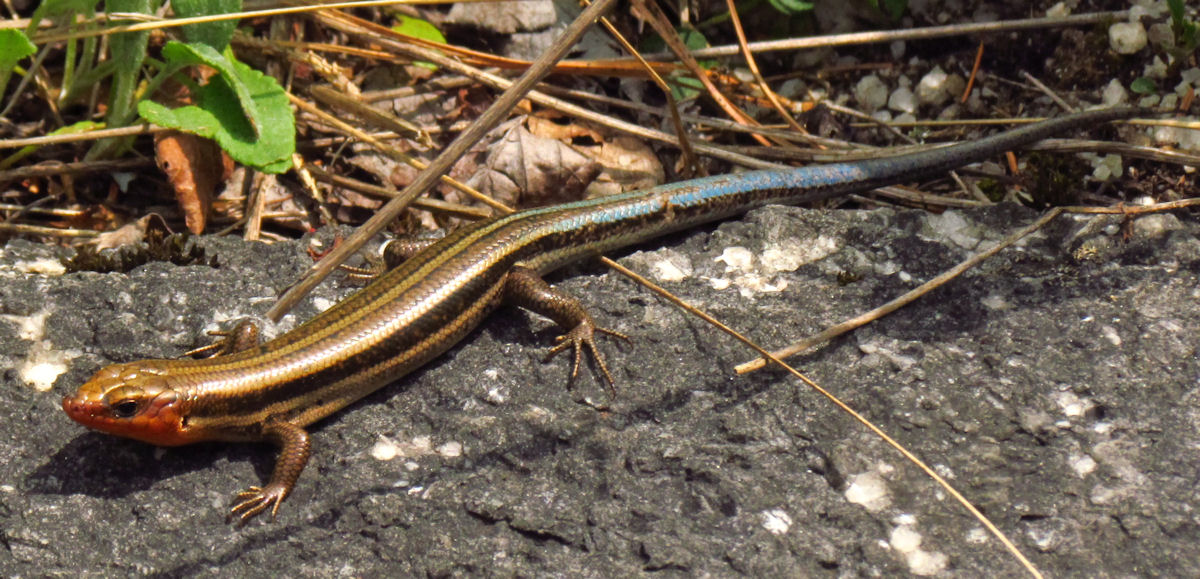
Mannetje uit de provincie Ontario, Canada.

De gestreepte skink behoort tot de hagedissen (orde Lacertilia) en verder tot de familie van de skinken (familie Scincidae). Deze grote hagedissenfamilie wordt verdeeld in verschillende onderfamilies en een van de bekendste subgroepen is de onderfamilie Scincinae. De status van deze groep is niet geheel onomstreden, sommige wetenschappers zijn van mening dat deze onderfamilie een wat kunstmatige en onsamenhangende groep is.
Het geslacht Plestiodon waartoe de hagedis tegenwoordig behoort, is een groot geslacht van ongeveer 45 soorten die voorkomen in grote delen van Noord-Amerika en westelijk tot in Azië zoals in de landen Japan, China en Korea.
Onderstaand is een lijst van bekende synoniemen weergegeven.
- Lacerta fasciata (Linnaeus, 1758)
- Lacerta quinquelineata (Linnaeus, 1766)
- Eumeces fasciatus (Heilprin, 1888)
- Plestiodon fasciatus (Schmitz et al, 2004)